# Petter Emanuelsson
Nils Petter Emanuelsson, född 7 augusti 1991 i Kiruna, är en svensk ishockeyspelare i Kärpät i finska högstaligan. 
Han är äldre bror till ishockeyspelaren Einar Emanuelsson.

## Karriär
Petter Emanuelsson började sin karriär i Kiruna HC och spelade TV-pucken för Norrbotten innan han som b-junior flyttade till Skellefteå AIK. I Skellefteå AIK:s J18 och J20-lag var Emanuelsson framträdande och fick göra sporadiska inhopp i A-laget. Säsongen 2011/2012 var Emanuelsson utlånad till Piteå HC i division 1 där han gjorde 25 poäng på 27 matcher. Säsongen därefter 2012/2013 var Emanuelsson ordinarie i Skellefteå AIK:s A-lag. Under slutspelet samma säsong blev han, med sina 6 mål på 13 matcher, främste målskytt i laget tillsammans med Viktor Arvidsson och var starkt bidragande till att Skellefteå AIK tog hem sitt andra SM-guld i föreningens historia. 
Den 11 juni 2013 skrev Emanuelsson på ett tvåårskontrakt med NHL-klubben San Jose Sharks men lånades under säsongen 2013/2014 ut till Skellefteå AIK.